# 晴海コンパニオン物語
『晴海コンパニオン物語』（はるみコンパニオンものがたり）は、1988年10月15日にフジテレビ系で放送された単発テレビドラマ。

## 概要
1988年、第一回フジテレビヤングシナリオコンクールの応募作が映像化された2時間ドラマ。キー局のフジテレビでは土曜日16:00 - 17:54（JST）に放送された。
のちにトレンディドラマというジャンルを作りあげた大多亮が、報道部からドラマ部へ移籍しての第一回プロデュース作品。主演の浅野ゆう子はこの作品に出演したことで女優観が大きく変わったと述懐している。しかし本作が制作されたのは、同時期に浅野が出演した『抱きしめたい!』よりも前であった。

## キャスト
- 石渡景子：浅野ゆう子
- 植草英二：三浦洋一
- 早川順子：賀来千香子
- 野々村文香：室井滋
- 仲谷昇
- 風吹ジュン
- 野村昭子
- 村岡慎平：清水善三
- 布施博
- 奥村ユキ子：吉川十和子
- 吉村明宏ほか

## スタッフ
- 脚本：田中一彦
- 演出：河毛俊作
- プロデューサー：山田良明、大多亮